# Vékonycsőrű sirály
A vékonycsőrű sirály (Chroicocephalus genei) a madarak (Aves) osztályának lilealakúak (Charadriiformes) rendjébe, ezen belül a sirályfélék (Laridae) családjába tartozó faj.

## Rendszerezése
A fajt Ferdinando Arborio Gattinara di Breme olasz természettudós írta le 1839-ben, a Larus nembe Larus Genei néven, egyes szervezetek jelenleg is ide sorolják. Tudományos faji nevét Giuseppe Gené olasz természettudósról kapta.

## Előfordulása
A Földközi-tengernél és az Indiai-óceán nyugati részén honos. Telelni Afrikába vonul. Kóborló példányai számtalan országban előfordulnak.
Természetes élőhelyei a homokos és sziklás tengerpartok, sós és édesvizű tavak és mocsarak. Vonuló faj.

### Kárpát-medencei előfordulása
Magyarországon ritka kóborló, főleg tavasszal és nyár elején észlelték.

## Megjelenése
Testhossza 42–44 centiméter, szárnyfesztávolsága 100–110 centiméter, testtömege pedig 223–350 gramm.
|  |

## Életmódja
Rovarokkal, más gerinctelen állatokkal és kisebb halakkal táplálkozik.

## Szaporodása
Több ezer fős, általában vegyes kolóniát alkot. Fészkét beltengerek partvidékén, szigeteken, nedves réteken a talajmélyedésbe, növényi anyagokból és tollakból készíti. Fészekalja 1-3 tojásból áll. A fiókák korán elhagyják a fészket, de a szülők tovább táplálják őket.
|  |

## Természetvédelmi helyzete
Az elterjedési területe rendkívül nagy, egyedszáma ismeretlen. A Természetvédelmi Világszövetség Vörös listáján nem fenyegetett fajként szerepel. Magyarországon védett, természetvédelmi értéke 25 000 Forint.